# Спароне
Спароне (итал. Sparone) — коммуна в Италии, располагается в регионе Пьемонт, в провинции Турин.
Население составляет 1174 человека (2008 г.), плотность населения составляет 40 чел./км². Занимает площадь 29 км². Почтовый индекс — 10080. Телефонный код — 0124.
Покровителем коммуны почитается святой апостол Иаков Старший, празднование 25 июля.

## Демография
Динамика населения:

## Администрация коммуны
- Официальный сайт: http://www.comune.sparone.to.it